# Antonio Ronquillo de Cuevas
Antonio Ronquillo Briceño y Cuevas de Velasco (Arévalo, 1590 - Sicilia, 1651) fue un noble, militar y hombre de estado español.Fueron sus padres: Don Rodrigo Ronquillo Briceño del Castillo (n: ? Arévalo. M: 26/12/1611 Arévalo)y María de Cueva Sigeo (n: 24/8/1557 Burgos. M:1593). Es nieto del Famoso Alcalde Ronquillo.

## Biografía breve
Alto cargo español de tiempos de Felipe IV. En 1611 era Colegial mayor de Oviedo en Salamanca. En 1624, Caballero de la Orden de Alcántara. 
Desempeñó los siguientes cargos: Catedrático de la universidad de Salamanca de Código y de Digesto Viejo; 1631, Oidor de la Cancillería de Valladolid y Consejero de las Órdenes Militares; Consejero real; 1635-1645, Gran Canciller de Milán. En 1636 ejerció funciones de Lugarteniente del Gobernador General de Milán, por ausencia del Marqués de Leganés. Tuvo que hacer frente a la invasión francesa. De la cámara de su Majestad, fue Embajador de España en Roma y Génova (1645-49), tal que en julio de 1649 recibe en Finale a la Reina española, Mariana de Austria, esposa del Rey Felipe IV de España, que visitaba Milán y Génova; Finalmente, Virrey de Sicilia en 1651, año en que murió.

## Descendencia
Casado con María Jacinta Briceño de Osorio Duero Pimentel y Miranda (1606-1665), Señora de Gramedo, con la que tuvo varios hijos:
- Manuel Ronquillo Briceño (1626-1643), Caballero de la Orden de Alcántara, Capitán de infantería española y de Caballos de Corazas en el ejército de Milán.
- José Ronquillo Briceño (1628-1691), I conde de Gramedo y I vizconde de Villar de Farfón, Capitán de la guardia de Don Juan de Austria y Caballero de la Orden de Calatrava.
- Pedro Ronquillo Briceño (1630-1691), II conde de Gramedo y II vizconde de Villar de Farfón.
- María Teresa Ronquillo Briceño (1632-c. 1690)
- Antonio Ronquillo Briceño (1633-1710),[2] III conde de Gramedo, III vizconde de Villar de Farfón y conde de Francos.
- Martín Ronquillo Briceño (1641-1663)
- Bernabé Ronquillo Briceño (1643-1662)
- Francisco Ronquillo Briceño (1644-1717), IV conde de Gramedo y II marqués de Villanueva de las Torres, caballero de Calatrava, Gobernador del Consejo de Castilla y Teniente General de los ejércitos en Milán.[5]
- Rodrigo Ronquillo Briceño (1649-1706)
- Inés Ronquillo Briceño